# Riksskattmästare
Denna artikel handlar om det svenska riksskattmästarämbetet. För det brittiska, se Riksskattmästare (Storbritannien).
Riksskattmästare var under 1600-talet en svensk ämbetsmannatitel, den femte i rang av de fem höga riksämbetsmännen. Tidigare benämndes ämbetet kammarmästare och hade inseende över rikets ekonomi. Kammarmästaren omnämns redan i början av 1300-talet och sedan flera gånger under medeltiden. Under Gustav Vasas tid benämndes ämbetet även överste räknemästaren och var då chef för "kammaren", Sveriges första centrala ämbetsverk. I en förteckning över rikets råd från början av 1570-talet omtalas rikets överste skattmästare. Ämbetet var under senare delen av Johan III:s tid obesatt. Vid rådets ombildning 1602 fick ämbetet titeln riksskattmästare och var fortfarande chef för Kammaren i Kammarkollegium samt bekräftades som sådan i regeringsformerna 1634 och 1660. Enligt samma lagar var riksskattmästaren också en av medlemmarna i regeringen när regenten var omyndig eller inte kunde regera.

## Sveriges riksskattmästare
| Namn                               | Bild | Födelse         | Tillträde | Frånträde        | Död              | Källor |
| ---------------------------------- | ---- | --------------- | --------- | ---------------- | ---------------- | ------ |
| Seved Svensson Ribbing             |      | 6 mars 1552     | 1602      | 29 juni 1613     | 29 juni 1613     |        |
| Jesper Mattson Cruus af Edeby      |      | 1576 eller 1577 | 1615      | Hösten 1622      | Hösten 1622      |        |
| Johan Kasimir av Pfalz-Zweibrücken |      | 12 april 1589   | (1622)    | (1634)           | 8 juni 1652      |        |
| Gabriel Bengtsson Oxenstierna      |      | 18 mars 1586    | 1634      | 1652             | 12 december 1656 |        |
| Magnus Gabriel De la Gardie        |      | 15 oktober 1622 | 1652      | 1660             | 26 april 1686    |        |
| Gustaf Bonde                       |      | 1 februari 1620 | 1660      | 25 maj 1667      | 25 maj 1667      |        |
| Seved Bååth                        |      | 1 januari 1615  | 1668      | 19 augusti 1669  | 19 augusti 1669  |        |
| Sten Nilsson Bielke                |      | 8 augusti 1624  | 1672      | 8 september 1684 | 8 september 1684 |        |
| Namn                               | Bild | Födelse         | Tillträde | Frånträde        | Död              | Källor |

1. ↑  Johan Kasimir av Pfalz-Zweibrücken, gift med Gustav II Adolfs syster Katarina och far till Karl X Gustav, blev aldrig formellt utsedd till ämbetet, utan skötte det mellan Jesper Mattsons död och Gabriel Bengtssons tillträde.

Efter Sten Nilssons död lämnades ämbetet obesatt, och dess åligganden övertogs av presidenten i Kammarkollegium.